# McLaren MP4-26
McLaren MP4-26 — гоночний автомобіль команди Vodafone McLaren Mercedes, розроблений і побудований конструкторською групою McLaren Racing під керівництвом Педді Лоу і Тіма Госса для участі в Чемпіонаті світу з автогонок у класі Формула-1 сезону 2011 року.

## Розробка
Відмінності шасі для сезону 2011 року обумовлені новим технічним регламентом, що був введений ФІА. У ньому вводиться заборона на «повітроводи», які змінюють ефективність заднього антикрила та «подвійні» дифузори, а також регульовані елементи переднього антикрила. Однак правила дозволяють використання так званих «видувних» дифузорів із застосуванням вихлопних газів для оптимізації повітряного потоку в задній частині машини. Вводяться також керовані елементи для регулювання заднього антикрила. Мінімальна вага машини з гонщиком і рідинами виросла на 20 кг і тепер становить 640 кг. З 2011 року знову дозволено використовувати системи рекуперації кінетичної енергії (KERS). Постачальником гуми для всіх команд стала італійська компанія Pirelli.

## Презентація

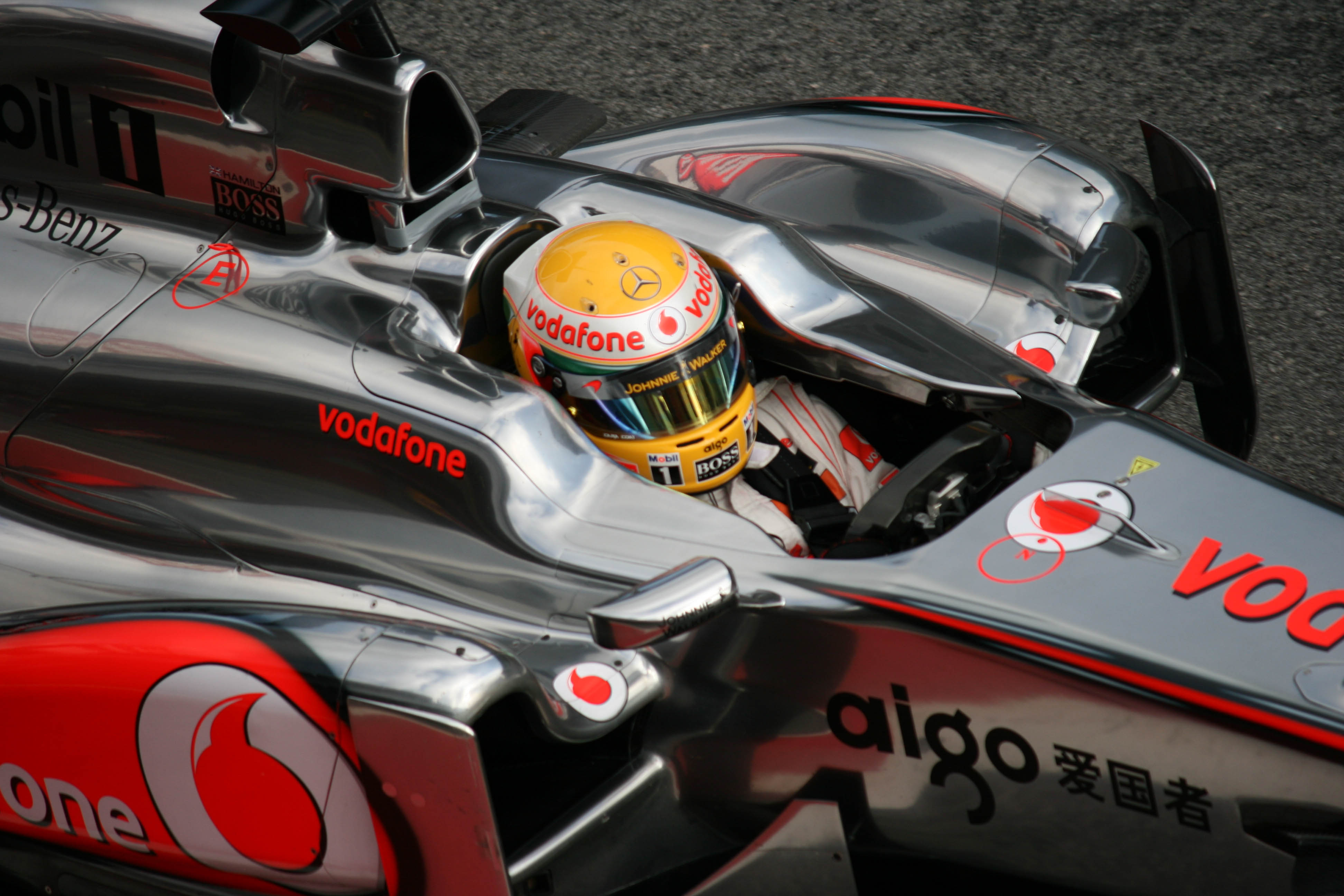
MP4-26 відрізняється незвичайною L-подібною формою бічних понтонів.

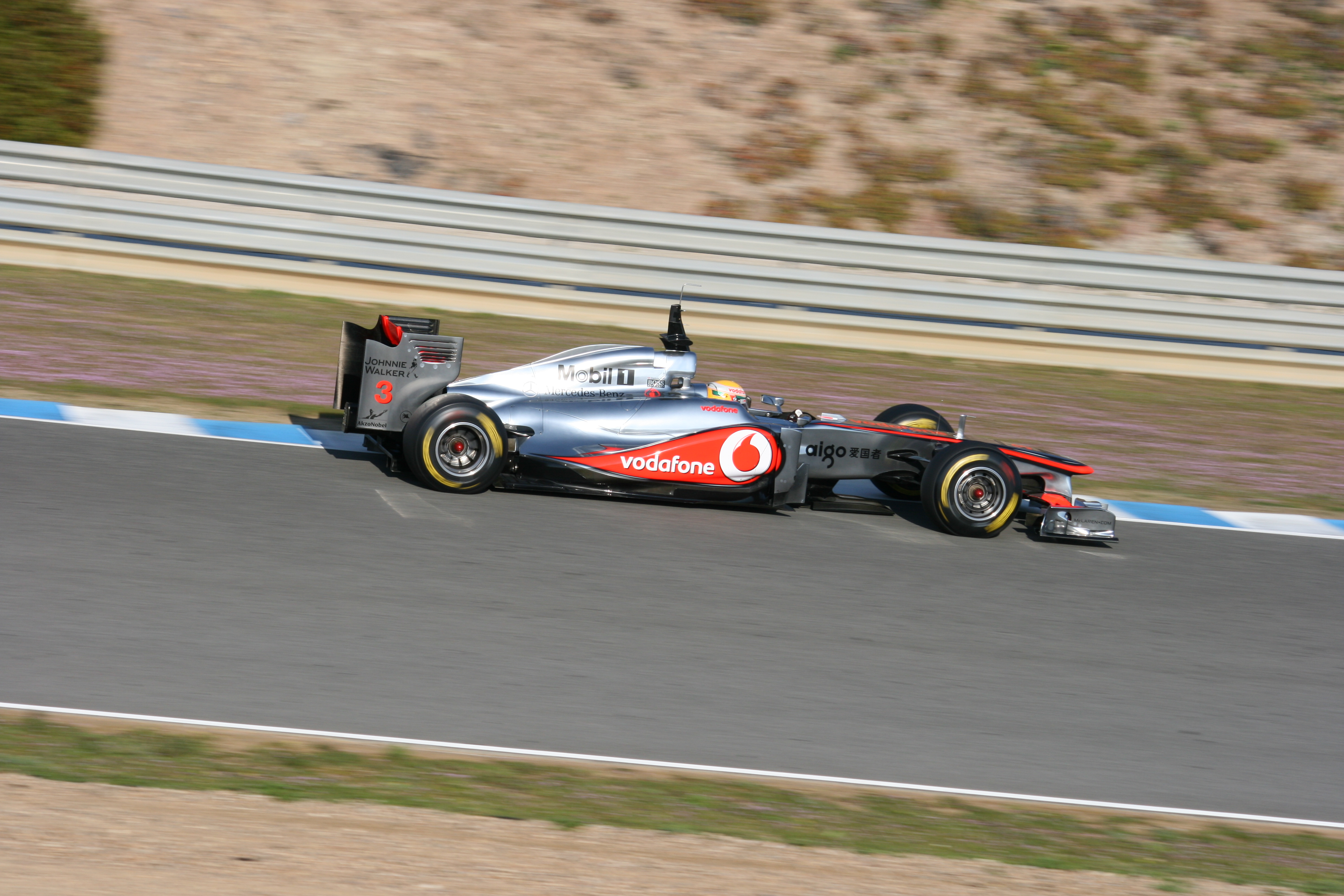
Гамільтон тестує MP4-26 на трасі Херес.

На прохання головного спонсора команди компанії Vodafone нова машина була представлена 4 лютого 2011 року на Потсдамській площі у Берліні, Німеччина. Конструктори застосували в MP4-26 ряд оригінальних рішень: бічні понтони незвичайної L-подібної форми, подвійний верхній повітрозабірник, переднє антикрило складної конструкції. Ці новинки покликані заповнити втрату притискної сили в задній частині боліда, викликану забороною подвійних дифузорів.

## Тести
На перших зимових тестах 2011 команда використовувала проміжну версію шасі, засновану на торішній моделі MP4-25. Дебют нової моделі відбувся під час другої тестової сесії — 10 лютого 2011 року на трасі Херес. Протягом усіх чотирьох тестових днів команда експериментувала з конфігураціями вихлопної системи, дифузора і кожуха двигуна, щоб домогтися більшої притискної сили в задній частині.